# Kristian Pedersen (fodboldspiller)
 For alternative betydninger, se Kristian Pedersen. (Se også artikler, som begynder med Kristian Pedersen)
Kristian Pedersen (født 4. august 1994) er en dansk fodboldspiller, der spiller for den engelske klub Swansea City A.F.C. som forsvarsspiller (back).

## Karriere
Han skiftede fra Ringsted IF til HB Køge i 2014. I sommeren 2016 skiftede han til den tyske 2. Bundesliga-klub 1. FC Union Berlin, hvor han i løbet af to sæsoner spillede 61 ligakampe. I sommeren 2018 skiftede han til Birmingham i den engelske Championship.
Har tidligere været med på u21 landsholdet og senere A-landsholdet.
Juni 2022 skrev Kristian kontrakt med traditionsklubben 1. FC Köln som spiller i 1. Bundesliga.
Sommeren 2023 skiftede Kristian til Swansea City som spiller i den engelske Championship.